# Zoltai Andrea
Zoltai Andrea (Budapest, 1966. június 27. –)  az elfogadás, tolerancia, esélyegyenlőség, egyenlő bánásmód, emberi jogok magyarországi élharcosa. Az etnikai, vallási, LMBTQIA kisebbségek mellett folyamatosan kiálló, felszólaló, segítő és támogató aktivista.
2023. január 1-től az Emberi Értékeket Elismerő Bizottság örökös tagja.
Édesapja, Zoltai Gusztáv a MAZSIHISZ egykori ügyvezető igazgatója.

## Díjai
- Magyar Toleranciadíj, 2013
- Radnóti Miklós antirasszista díj, 2013
- Magyar Toleranciadíj, Nagydíj kategória 2023